# Comuna Prîșîb, Șîșakî
Prîșîb (în ucraineană Пришиб) este o comună în raionul Șîșakî, regiunea Poltava, Ucraina, formată din satele Hnatenkî, Horișnie, Koleadî, Krîvorucikî, Perevodciîkove și Prîșîb (reședința).

## Demografie
Componența lingvistică a comunei Prîșîb
     Ucraineană (98,61%)
     Rusă (1,39%)
Conform recensământului din 2001, majoritatea populației comunei Prîșîb era vorbitoare de ucraineană (98,61%), existând în minoritate și vorbitori de rusă (1,39%).